# مورغان بلخيتر
مورغان بلخيتر (من مواليد 23 نوفمبر 1995) هي لاعبة كرة قدم جزائرية دولية.  كانت تلعب في مركز المدافع لمنتخب الجزائر لكرة القدم للسيدات. كما أنها مثلت الجزائر في كأس أمم أفريقيا لكرة القدم للسيدات 2018.

## روابط خارجية
- مورغان بلخيتر على موقع قاعدة بيانات كرة القدم.إي يو (الإنجليزية)
- مورغان بلخيتر على موقع Soccerway.com (الإنجليزية)